# سوسوزلوق
سوسوزلوق (ترکی آذربایجانی: Susuzluq) یک منطقهٔ مسکونی در جمهوری آذربایجان است که در شهرستان کلبجر واقع شده‌است.